# 850-ті
Раннє Середньовіччя •  Епоха вікінгів •  Золота доба ісламу •  Реконкіста

## Геополітична ситуація
Василевсом Східної Римській імперії був Михаїл III. Франкське королівство розпалося на кілька королівств, в яких правили Каролінги. Північна частина Апеннінського півострова належала Каролінгам, Папа Римський управляв Римською областю, на південь від неї існувало кілька незалежних герцогств. Візантія зберігала за собою деякі території на півночі та півдні Італії, Барі та Сицилію захопили сарацини. Більшу частину Піренейського півострова займав Кордовський емірат, на північному заході лежало християнське королівство Астурія, Іспанська марка була буферною зоною між Західним Франкським королівством та Аль-Андалусом. Вессекс підкорив собі більшу частину Англії, почалося вторгнення данів. Існували слов'янські держави Перше Болгарське царство, Велика Моравія та Блатенське князівство.
В арабському халіфаті тривало правління Аббасидів, в Магрибі та Іспанії існували незалежні мусульманські держави. У Китаї тривало правління династії Тан. Значними державами на території Індії були Пала, Пратіхара, Чола. В Японії тривав період Хей'ан. У степах між Азовським морем та Аралом існував Хазарський каганат. Єнісейські киргизи утримували чільну роль серед кочових народів на кордонах Китаю.
На території лісостепової України в IX столітті літописці згадують слов'янські племена білих хорватів, бужан, волинян, деревлян, дулібів, полян, сіверян, тиверців, уличів. У Північному Причорномор'ї співіснують різні кочові племена, зокрема булгари, хозари, алани, авари, тюрки, угри, кримські готи. Херсонес Таврійський належить Візантії.

## Події
- Почалася історія Русі. Аскольд і Дір прибули до Києва. Рюрик прибув у Ладогу. 860 року руси здійснили напад на Константинопль.
- Розпочалася просвітительська діяльність Кирила і Мефодія.

Поділ Серединного королівства за Прюмським договором

- 855 року після смерті імператора Лотара I його землі були розділені між трьома синами. Людовик отримав титул імператора й Італію, Карл — Прованс, Лотар II — Лотарингію, яка, власне названа його іменем.
- У Західному Франкському королівстві король Карл Лисий ніяк не міг консолідувати владу в своїх руках. Крім практично незалежної Памплони 851 року йому довелося визнати фактичну незалежність Бретані. Йому довелося вести боротьбу за Аквітанію з Піпіном II й відбивати грабіжницькі походи вікінгів, які підіймалися вгору ріками: Сеною, Лаурою, Соммою і навіть Роною, й спустошували прирічкові міста, зокрема Париж. 858 року його королівство спробував захопити брат Людовик II Німецький, але наступного року відступив.
- Вікінги вчиняли грабіжницькі походи на Францію, Англію, Аль-Андалус, Італію, утвердилися в Ірландії. Траплялося, що вони воювали між собою.
- У Візантії василевс Михаїл III вийшов із-під контролю своєї матері Феодори. Влада зосередилася в руках Барди.
- У Японії управління державою захопив рід Фудзівара.